# Pavel Smetáček
Pavel Smetáček (4. ledna 1940 Praha – 20. listopadu 2022) byl český jazzový klarinetista a saxofonista, kapelník skupiny Traditional Jazz Studio, hudební skladatel a publicista, křesťanský politik a diplomat.

## Život

### Rodina
Narodil se v Praze jako prostřední ze tří dětí dirigenta a hobojisty profesora Václava Smetáčka a historičky umění Milady Lejskové-Matyášové (1908–1975), bratr jazzového hudebníka Ivana Smetáčka a historičky umění PhDr. Heleny Čižinské-Smetáčkové, otec bubeníka Štěpána Smetáčka a strýc politiků Jana Čižinského a Pavla Čižinského.
V letech 1957–1963 na Pražské konzervatoři vystudoval hru na klarinet. Po absolvování konzervatoře v letech 1963–1965 začal na filozofické fakultě Karlovy univerzity studovat hudební vědu, ale v pátém semestru byl pro své křesťanské přesvědčení vyloučen.
V roce 1956 se svým bratrem Ivanem v karlíně založil jazzový orchestr (dixieland), který vystupoval v restauraci U Zábranských pod názvem South Dixie . Spojením s mladými vinohradskými revivalisty vznikl v roce 1957 ansámbl Traditional Jazzmen. Spolupráce s kornetistou Lubošem Zajíčkem a s pianistou Antonínem Bílým vedla na podzim roku 1959 k založení orchestru nazvaného Studijní skupina tradičního jazzu při Kruhu jazzové a taneční hudby, jenž vystupoval v pražských kavárnách U Nováků, Parnas, ve vinárně U Kupců, v klubu Pygmalion, Valdek či Sia. Od roku 1961 si orchestr k vystoupením zkracoval název na Traditional Jazz Studio a úroveň jeho hudby vyvolala zájem rozhlasu a televize. Zpočátku se skupina důsledně zaměřovala na autentickou rekonstrukci jazzové klasiky 20. let 20. století, ale brzy rozšířila svůj záběr i o modernější období vývoje žánru. Skupinou prošla více než stovka předních českých jazzových hudebníků. Odehráli kolem pěti tisíc vystoupení. Spolupracovali příležitostně s Hanou Hegerovou, Evou Olmerovou a mnoha českými i zahraničními hudebníky.
Se svým orchestrem hrál v českých filmech režisérů Vladimíra Svitáčka a Jána Roháče Žárlivost (ČST 1962),  Vojtěcha Jasného Až přijde kocour (1963) (v něm byl také autorem skladby Kočičí tableau), Jiřího Věrčáka: Italské variace (1970), Karla Kachyni: Poslední motýl (1990), Jaromila Jireše: Křik (1991), Adama Rezka: Proměny Prométheovy, Jana Bonaventury: Bylo nám 25,  Jaromila Jireše: Mosty nadějí(1999). 
Účinkoval asi ve stovce televizních pořadů a v Divadle Na zábradlí. V roce 1968 měl celosezónní angažmá v milánském Malém divadle v inscenaci hry Purpurový ostrov Michaila Bulgakova. Podílel se na jedenadvaceti LP deskách, 15 singlech, a natočil 7 vlastních CD, na sedmi se podílel.
Podílel se na založení Jazzové sekce Svazu hudebníků ČSR (1971). Patřil mezi nejvýraznější české jazzové hudebníky propagující a aktivně rozvíjející odkaz tradičního jazzu.

## Politik a diplomat
Svou kariéru komunálního politika začal jako místopředseda základní organizace KDU ČSL v Praze 7 a člen Kulturní komise  Rady Městské části Praha 7. Dále byl místopředsedou správní rady nadačního fondu Vincentinum a členem několika společensko-politických a kulturních společností. 
Kariéru diplomata zahájil tím, že doprovázel vládní delegace při summitech Středoevropské iniciativy v Terstu a v Turíně, na světové konferenci OSN o mezinárodním organizovaném zločinu v Neapoli, u příležitosti kreace českých kardinálů cestoval do Vatikánu ke Svatému stolci a na dalších cestách, k nimiž byl disponován dokonalým a diskrétním vystupováním a perfektní znalostí jazyků, italštiny, němčiny a angličtiny. Post vrcholného diplomata zaujal v letech 1994–1998, kdy byl radou Velvyslanectví České republiky v Itálii, přátelil se a spolupracoval s Františkem Xaverem Halasem, tehdejším velvyslancem České republiky při Svatém stolci ve Vatikánu.

## Publicista
- Encyklopedie jazzu a moderní populární hudby (2 svazky). Editio Supraphon Praha 1986 (29 jmenných hesel)
- Autorství či spoluautorství scénářů televizních a rozhlasových cyklů (např. Mou láskou je jazz, Setkání víceméně jazzová, Proč právě takhle? a dalších.
- Pravidelné zpravodajství, články, stati do deníků a časopisů.

### Autobiografie
- Jsem asi umí(r)něným tradicionalistou, Praha, Martin 1. vydání 2007; 3. opravené a doplněné vydání, Praha, Martin 2009, stran 460, ISBN 80-85955-33-4